# La Fe (1855)
La Fe fue un periódico editado en la ciudad española de Madrid en 1855, durante el reinado de Isabel II, en el llamado Bienio Progresista.

## Historia
Subtitulado «diario religioso, político y literario», fue impreso en Madrid, en la imprenta a cargo de Madirolas y en la de T. Fortanet.  Constaba de cuatro páginas.  Su primer número aparecería el 3 de febrero de 1855 y cesó el 5 de junio de ese mismo año. Entre sus redactores se encontraron nombres como los de Julián Sabando, N. Carmona, C. de Sanquírico y Andrés Tavira. Fue continuado, según la Biblioteca Nacional de España, por el periódico La Estrella.